# Антияпонска армия на малайските народи
Антияпонска армия на малайските народи (на китайски: 马来亚人民抗日军) е съпротивително движение в Британска Малая по време на нейната окупация от Япония през Втората световна война.
Създадена в края на 1941 година със съдействието на британската колониална администрация, тя е тясно свързана с Малайската комунистическа партия и включва и включва главно етнически китайци. След като взима участие в Малайската операция, до края на войната тя води партизанска война срещу японците в страната. След края на войната армията е разпусната, но много участници в нея се включват в продължилото десетилетия Малайско въстание срещу британците.